# Berriac
Berriac település Franciaországban, Aude megyében. Lakosainak száma 958 fő (2022. január 1.). Berriac Carcassonne, Trèbes és Villedubert községekkel határos.

## Népesség
A település népességének változása:
| Lakosok száma | 118  | 390  | 527  | 800  | 878  | 876  | 954  | 966  | 950  | 958  |
|               | 1968 | 1982 | 1990 | 2006 | 2013 | 2015 | 2017 | 2019 | 2020 | 2022 |